# Neillsville
Neillsville ist eine Kleinstadt (mit dem Status „City“) und Verwaltungssitz des Clark County im US-amerikanischen Bundesstaat Wisconsin. Im Jahr 2010 hatte Neillsville 2463 Einwohner.

## Geographie
Neillsville liegt im nordwestlichen Zentrum Wisconsins am Black River, einem linken Nebenfluss des Mississippi. Die geographischen Koordinaten von Neillsville sind 44°33′36″ nördlicher Breite und 90°35′46″ westlicher Länge. Das Stadtgebiet erstreckt sich über eine Fläche von 7,43 km2.
Benachbarte Orte von Neillsville sind Greenwood (24,8 km nördlich), Loyal (25,3 km nordnordöstlich), Granton (13,5 km ostnordöstlich), Hatfield (25,9 km südwestlich) und Humbird (28,5 km westlich).
Die nächstgelegenen größeren Städte sind Green Bay (235 km östlich), Wisconsins Hauptstadt Madison (254 km südöstlich), La Crosse (120 km südwestlich), Eau Claire (84,3 km westnordwestlich), die Twin Cities in Minnesota (236 km in der gleichen Richtung) und Duluth am Oberen See in Minnesota (332 km nordnordwestlich).

## Verkehr
Der U.S. Highway 10 verläuft in West-Ost-Richtung durch den Süden von Neillsville. Der Wisconsin State Highway 73 führt als Hauptstraße durch das Zentrum von Neillsville und kreuzt am südlichen Stadtrand den US 10. Alle weiteren Straßen sind untergeordnete Landstraßen, teils unbefestigte Fahrwege oder innerörtliche Verbindungsstraßen.
Mit dem Neillsville Municipal Airport befindet sich 10,4 km östlich ein kleiner Flugplatz. Die nächsten Verkehrsflughäfen sind der Chippewa Valley Regional Airport in Eau Claire (91,9 km westnordwestlich), der Central Wisconsin Airport in Wausau (96,9 km ostnordöstlich) und der La Crosse Regional Airport (117 km südwestlich).

## Bevölkerung
Nach der Volkszählung im Jahr 2010 lebten in Neillsville 2463 Menschen in 1095 Haushalten. Die Bevölkerungsdichte betrug 331,5 Einwohner pro Quadratkilometer. In den 1095 Haushalten lebten statistisch je 2,13 Personen.
Ethnisch betrachtet setzte sich die Bevölkerung zusammen aus 96,2 Prozent Weißen, 0,4 Prozent Afroamerikanern, 0,7 Prozent amerikanischen Ureinwohnern, 1,1 Prozent Asiaten sowie 0,9 Prozent aus anderen ethnischen Gruppen; 0,7 Prozent stammten von zwei oder mehr Ethnien ab. Unabhängig von der ethnischen Zugehörigkeit waren 2,3 Prozent der Bevölkerung spanischer oder lateinamerikanischer Abstammung.
21,8 Prozent der Bevölkerung waren unter 18 Jahre alt, 54,5 Prozent waren zwischen 18 und 64 und 23,7 Prozent waren 65 Jahre oder älter. 53,4 Prozent der Bevölkerung war weiblich.
Das mittlere jährliche Einkommen eines Haushalts lag bei 36.250 USD. Das Pro-Kopf-Einkommen betrug 19.758 USD. 13,4 Prozent der Einwohner lebten unterhalb der Armutsgrenze.